# Aerosoft
Aerosoft GmbH je německá softwarová firma se sídlem ve městě Paderborn, která se specializuje na vývoj a vydávání produktů pro simulační software. Firma byla založena v roce 1991 a od té doby se vyprofilovala jako jeden z hlavních hráčů v oblasti dopravních simulací, zejména leteckých.

## Historie
Aerosoft vznikl začátkem 90. let, kdy simulace teprve nabíraly na popularitě. Prvotní zaměření bylo výhradně na letecké simulace, ale s postupem času firma rozšířila svůj záběr i na jiné typy simulátorů. Aerosoft si rychle vybudoval reputaci díky propracovaným doplňkům a profesionálnímu přístupu k vývoji.

## Produkty
Aerosoft vyvíjí a distribuuje software především pro:
- Microsoft Flight Simulator
- X-Plane
- Prepar3D

Kromě leteckých doplňků se podílel i na vydávání jiných typů simulátorů. Příkladem je hra OMSI – The Bus Simulator, kterou vytvořilo nezávislé vývojářské duo MR Software a jejíž vydání zajistil právě Aerosoft.

## Spolupráce
Firma úzce spolupracuje s nezávislými vývojáři a komunitou. Mnohé produkty jsou výsledkem kooperace mezi Aerosoftem a externími tvůrci, přičemž Aerosoft zajišťuje především technické zázemí, testování a distribuci.

## Význam
Aerosoft je považován za jednoho z nejvýznamnějších evropských vydavatelů simulačního softwaru. Má stabilní postavení na trhu a jeho produkty využívají jak běžní uživatelé, tak i profesionální piloti pro trénink.